# Cyclamen purpurascens
Espèce
Synonymes
- Cyclamen  europaeum Linnaeus[2]
- Cyclamen aestivum Rchb.[1]
- Cyclamen breviflorum Jord.[1]
- Cyclamen clusii Lindl.[1]
- Cyclamen deltoideum Tausch[1]
- Cyclamen europaeum Auct.[3]
- Cyclamen europaeum L.[1] [4]
- Cyclamen fatrense Halda & Soják[1] [2]
- Cyclamen hastatum Tausch[1]
- Cyclamen lilacinum Jord.[1]
- Cyclamen officinale Wender. ex Steud.[1]
- Cyclamen purpurascens f. album Grey-Wilson[1]
- Cyclamen retroflexum Moench[1]
- Cyclamen umbratile Jord.[1]
- Cyclamen variegatum Pohl[1]
- Cyclaminus europaea (L.) Asch.[1]

Statut de conservation UICN

 LC  : Préoccupation mineure
Statut CITES
Cyclamen purpurascens Mill., le Cyclamen pourpre ou Cyclamen d'Europe, est une espèce de plantes à fleurs de la famille des Primulacées, originaire des forêts des versants calcaires des montagnes continentales d'Europe centrale et méridionale. Il est aussi parfois nommé marron-de-cochon ou pain-de-pourceau, par allusion à son tubercule brun.

## Dénominations
- Nom scientifique valide : Cyclamen purpurascens Mill.[1],
- Noms vulgaires (vulgarisation scientifique) recommandés ou typiques en français : Cyclamen d'Europe[5],[6],[7] ou Cyclamen pourpre[5],
- Autres noms vulgaires ou noms vernaculaires (langage courant) pouvant désigner éventuellement d'autres espèces : cyclamen rouge pourpre[8],[7] ou cyclamen rouge[6], marron-de-cochon[8],[7],[6], pain-de-pourceau[8],[6] ou rave de terre[6] ou plus simplement cyclamen tout court[6]. Ce cyclamen est aussi appelé « violette des Alpes[6] » (à ne pas confondre avec Viola alpina) ou cyclamen des Alpes[6] et coquette[6].

## Description

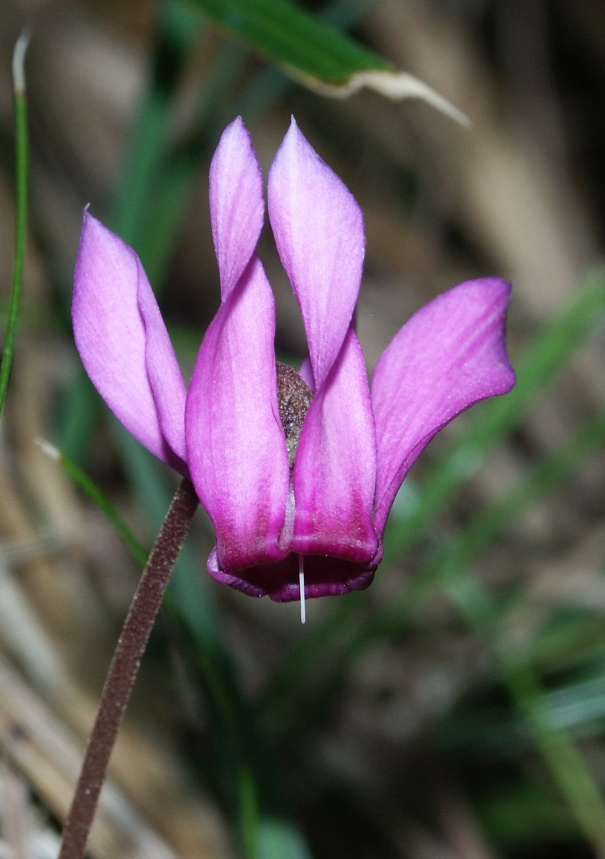
Fleur de Cyclamen purpurascens.

Comme ses consœurs, Cyclamen purpurascens est une plante vivace géophyte à tubercule. Ce tubercule est globuleux ou déprimé et porte des racines adventives et des bourgeons donnant naissance aux parties aériennes. Elle mesure de 5 à 15 cm de haut. Ses fleurs sont pollinisées par les insectes et ses graines sont dispersées par les fourmis.
Les fleurs à gorge avec ou à oreillettes peu marquées sont d’un rouge plus ou moins violacé, rarement blanches (f. album). Elles se déploient sur une hampe florale, de taille variable, qui apparaît en même temps que les feuilles.
Le calice est presque aussi long voire plus long que le tube de la corolle et est muni de divisions aiguës.
Les fleurs, qui sont présentes en été et au début de l’automne, répandent une agréable odeur, qui rappelle toutefois plus celle du muguet que celle de la violette.
Cyclamen purpurascens (comme Cyclamen colchicum) a un feuillage persistant tandis que les autres cyclamens perdent leurs feuilles en été. Les feuilles à petites dents obtuses ont la face supérieure plus ou moins marbrée et sont épaisses, coriaces. Elles ont une forme de cœur ou de rein. Leur face inférieure est généralement rouge.

## Écologie

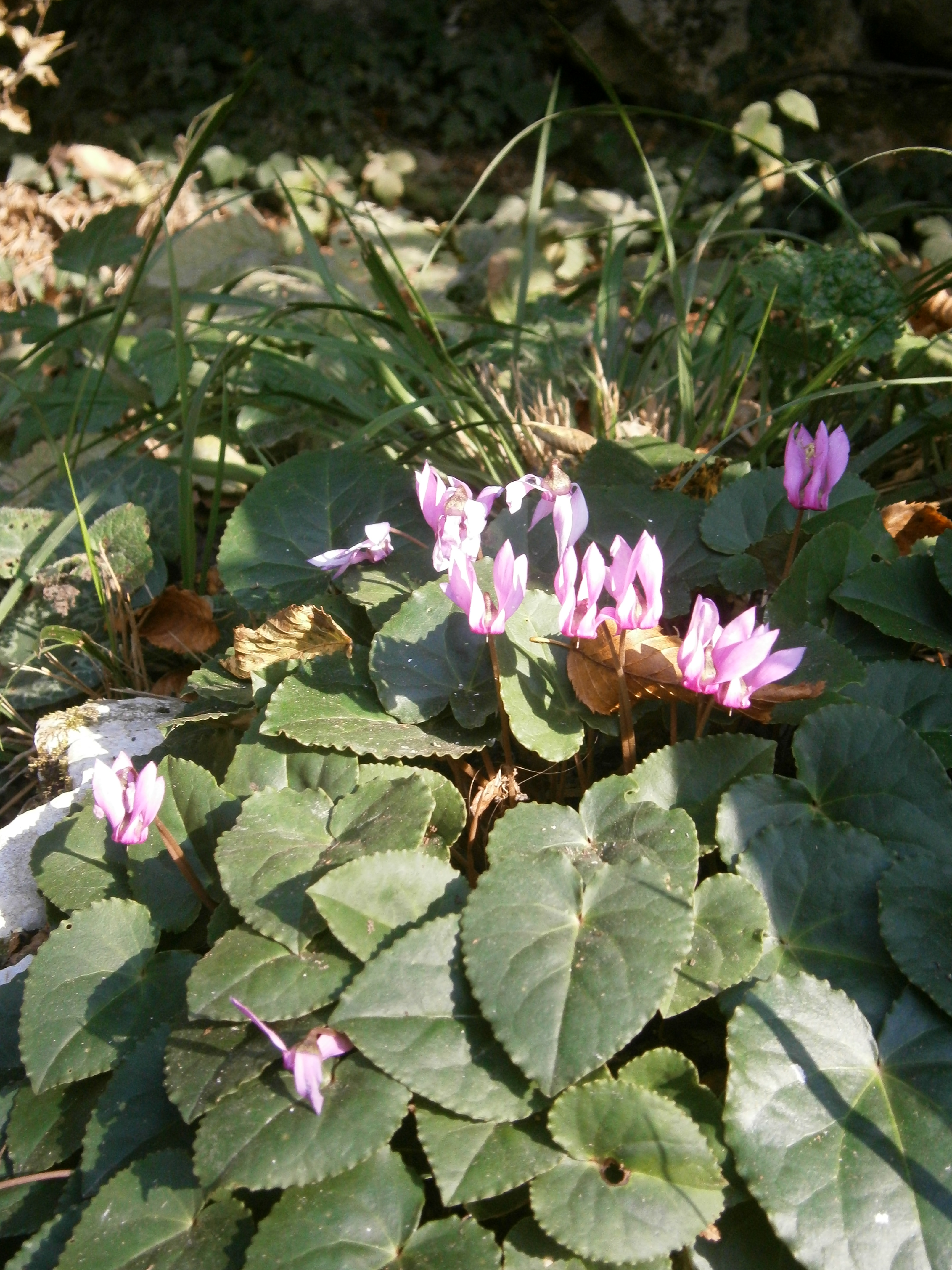
Cyclamen purpurascens au Parc national des lacs de Plitvice.

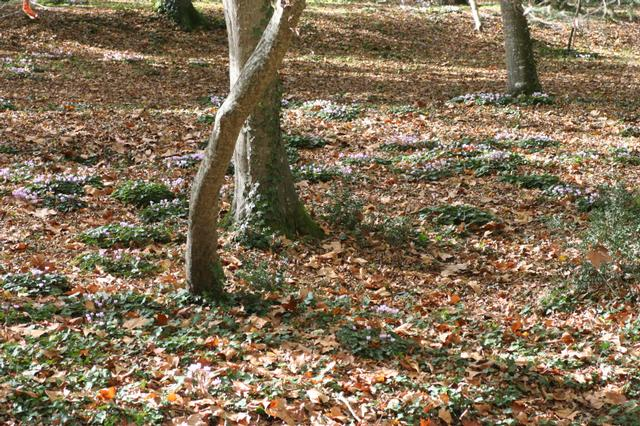
Cyclamen purpurascens en sous bois de hêtraie.

Cyclamen purpurascens est présent en France, en Italie septentrionale, en Suisse, en Bavière, en Autriche, en Pologne, en Hongrie, en Bosnie-Herzégovine, en Serbie et en Bulgarie.
En France, il est rare dans le Jura, les Préalpes de Savoie et du Dauphiné et très rare dans l'Ain et en Ardèche. Il semble naturalisé en Indre-et-Loire et dans le Gard. Il se déploie de l'étage collinéen au sommet de l'étage montagnard.
Le cyclamen des Alpes est une espèce d'ombre voire de demi-ombre. Il affectionne les sols riches en bases, en calcium ainsi qu'en éléments nutritifs. Le pH doit être basique à très légèrement acide. Il préfère les marnes, les argiles de décarbonation et les limons (spécifiquement sur substrat caillouteux). Ses exigences en eau sont relativement moyenne voire peu importante. Ce cyclamen est un bioindicateur assez fiable d'un pH neutre et de présence de calcaire.
Cyclamen purpurascens apprécie les fruticées à Berbéris (Berberidenatalia), les hêtraies sèches à céphalenthère (Cephalantero-Fagion), les hêtraies mésophiles à Aspérule odorante (Galio odorati-fagenion), et celles à Géranium noueux (Geranio nodosi-fagenion), les pineraies à bruyère (Erico pinion), les tiliaies de pentes (Tilion platyphyllis) et les érablaies à lunaire (Lunario-Acerion).
De manière générale, ce cyclamen est une plante rare dont il convient de protéger les populations par une gestion conservatoire et en interdire l'arrachage.
En France, cette espèce est réglementée dans la région Provence-Alpes-Côte d'Azur en article 1 et dans les départements des Alpes-de-Haute-Provence en article 2 et 6, en Isère en article 2 et 3 et dans le Jura en article 2 et 6. Elle peut également faire l'objet de protection préfectorale.

## Nomenclature et classification
Cette espèce a été décrite pour la première fois en 1768 par le botaniste d'origine écossaise Philip Miller,  (1691-1771). L'épithète spécifique purpurascens signifie « qui s'empourpre » en référence à la teinte rouge pourpre des fleurs.  
Cyclamen purpurascens a été longtemps appelé Cyclamen europaeum d’après Linné, et vendu sous ce nom par les horticulteurs et les pharmaciens. Cependant l’épithète europaeum a été utilisée après Linné pour d’autres espèces, dont Cyclamen repandum et Cyclamen hederifolium. Ce nom ambigu a été finalement rejeté en 1972 par la conférence de Seattle sur l’ICBN (International Code of Botanical Nomenclature).
En classification phylogénétique APG III (2009), c'est une espèce de la famille des Primulacées dans la sous-famille des Myrsinoideae, (Anciennement Myrsinacées en APG et APG II). En classification classique de Cronquist (1981) le genre Cyclamen est assigné aussi à la famille des Primulaceae.

### Liste des sous-espèces
Selon Tropicos (26 juin 2018) (Attention liste brute contenant possiblement des synonymes) :
- sous-espèce Cyclamen purpurascens subsp. immaculatum (Hrabetova) Halda & Soják
- sous-espèce Cyclamen purpurascens subsp. ponticum (Albov) Grey-Wilson

## Culture

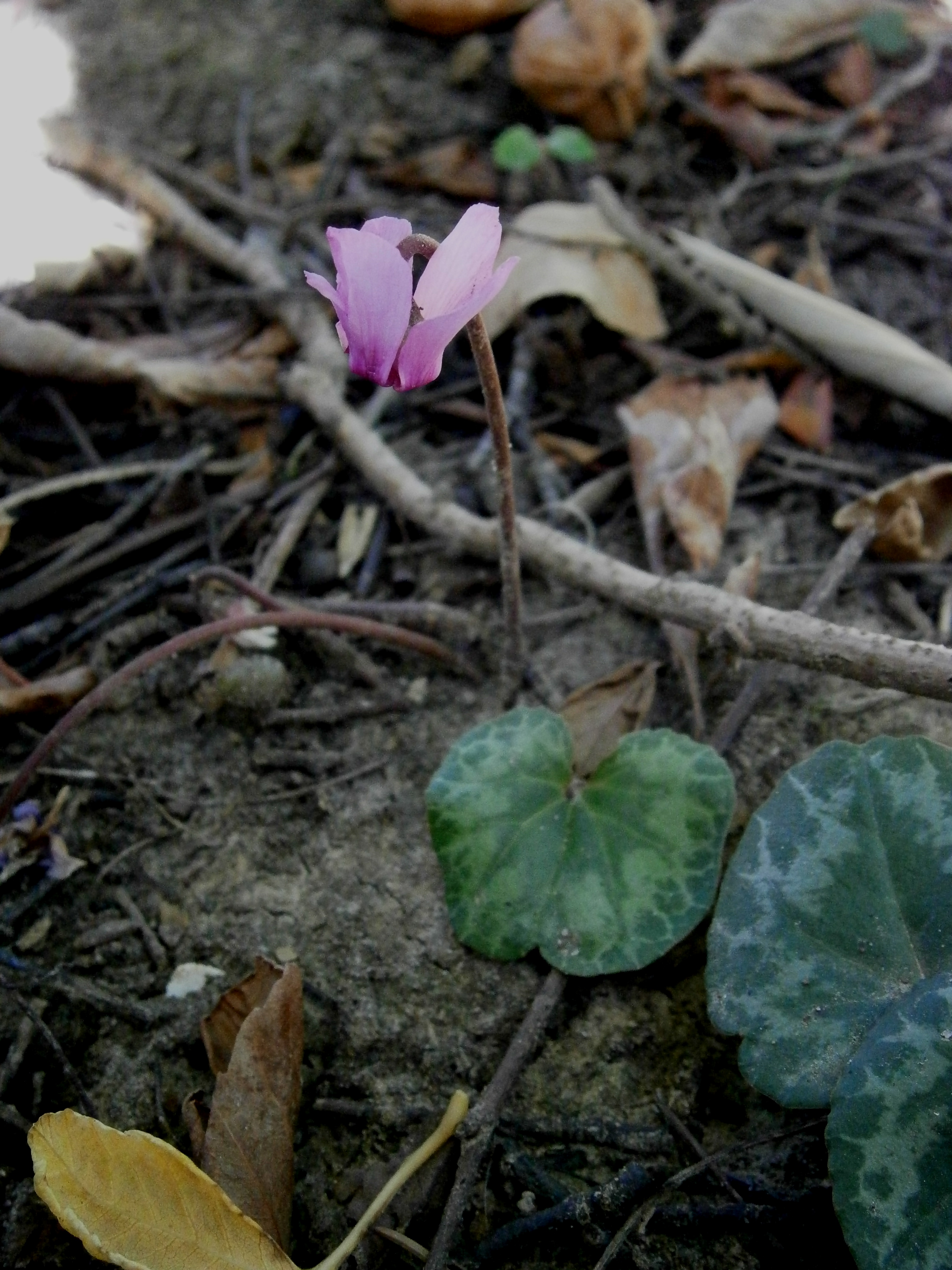
Cyclamen purpurascens dans un jardin.

Cyclamen purpurascens requiert un sol riche en humus et craint la sécheresse estivale. Cette espèce, qui n’est pas facile à trouver, n’est par ailleurs pas facile à cultiver en pleine terre dans les régions à basse altitude. Elle y perd généralement ses feuilles en été, y est peu florifère et se multiplie dès lors lentement. Certains vont jusqu'à prétendre que cette espèce ne fleurit bien qu’en serre à l'ombre dans un pot contenant un mélange riche en humus.
Le cyclamen de Colchide est moins rustique que celui des Alpes, mais requiert sinon les mêmes conditions de culture.

### Variétés horticoles
Les feuilles de la forme fatrense à grandes fleurs, originaire de Tchéquie, et de ‘Verdume’, originaire d’Italie, sont d’un vert uniforme.
Celles des variétés ‘Limone’ et ‘Lake Garda form’ provenant du pourtour du Lac de Garde, sont argentées.
Il existe d’autres sélections à feuillage argenté, comme ‘Garibaldi’, ‘Green Ice’ et ‘Green Lake’.